# جبل مسار
جبل مسار وهو جبل يقع في مديرية مناخة التابعة لمحافظة صنعاء ويبلغ ارتفاعة 2.760 متر ويوجد فيه حصن تاريخي شهير المسمى حصن مسار .